# مزدا فامیلیا

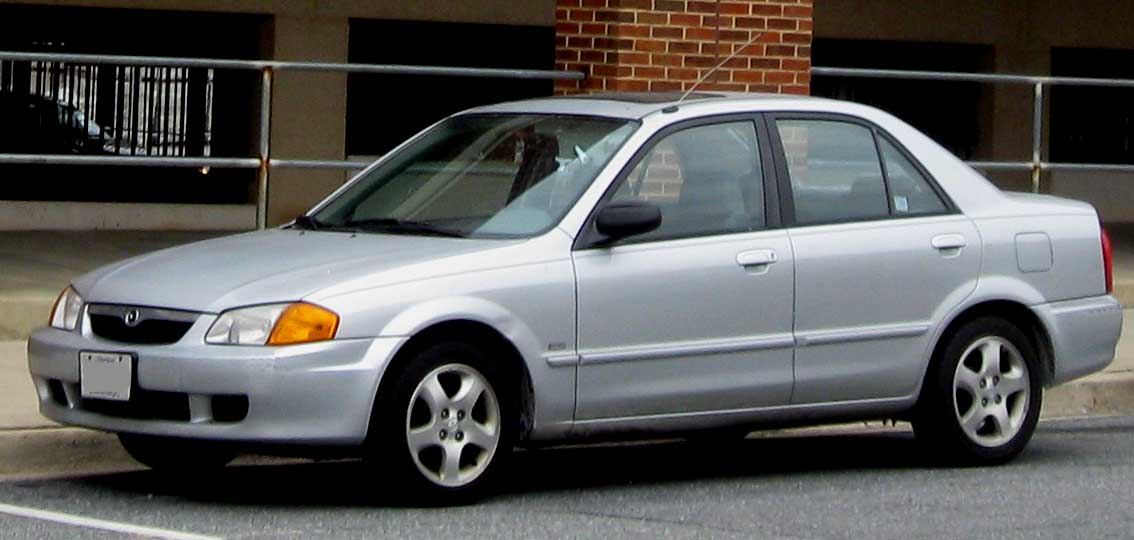

مزدا فامیلیا (Mazda Familia) خودرویی است که در سال‌های ۱۹۶۴ تا ۲۰۰۳تولید شده‌است. این خودرو محصول کوچک و خانوادگی شرکت مزدا می‌باشد که برای اولین بار در سال ۱۹۶۴ عرضه شد. نسل آخر این خودرو در حال حاضر با نام مزدا ۳ به صورت گسترده بازاریابی می‌گردد. این خودرو با نام‌های مزدا پروتژ و مزدا ۳۲۳ عرضه شده‌است. در ایران نیز این خودرو از سال ۱۳۷۹ توسط گروه بهمن با نام مزدا ۳۲۳ به بازار عرضه شد و عرضهٔ آن تا سال ۱۳۸۶ ادامه داشت تا اینکه در نهایت در سال ۱۳۸۶ نسل بعدی این خودرو یعنی مزدا۳ جایگزین آن شد.

## نگارخانه

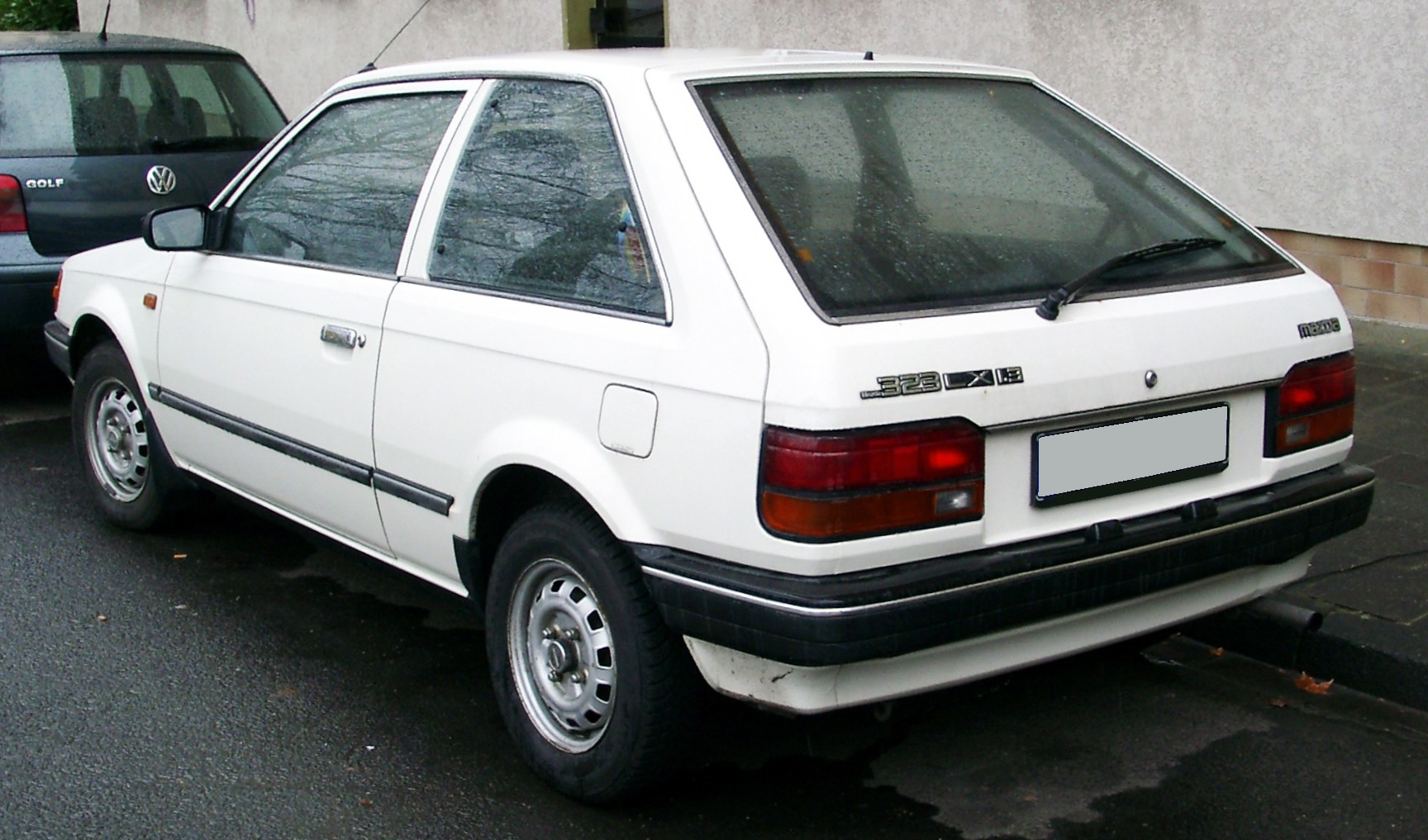
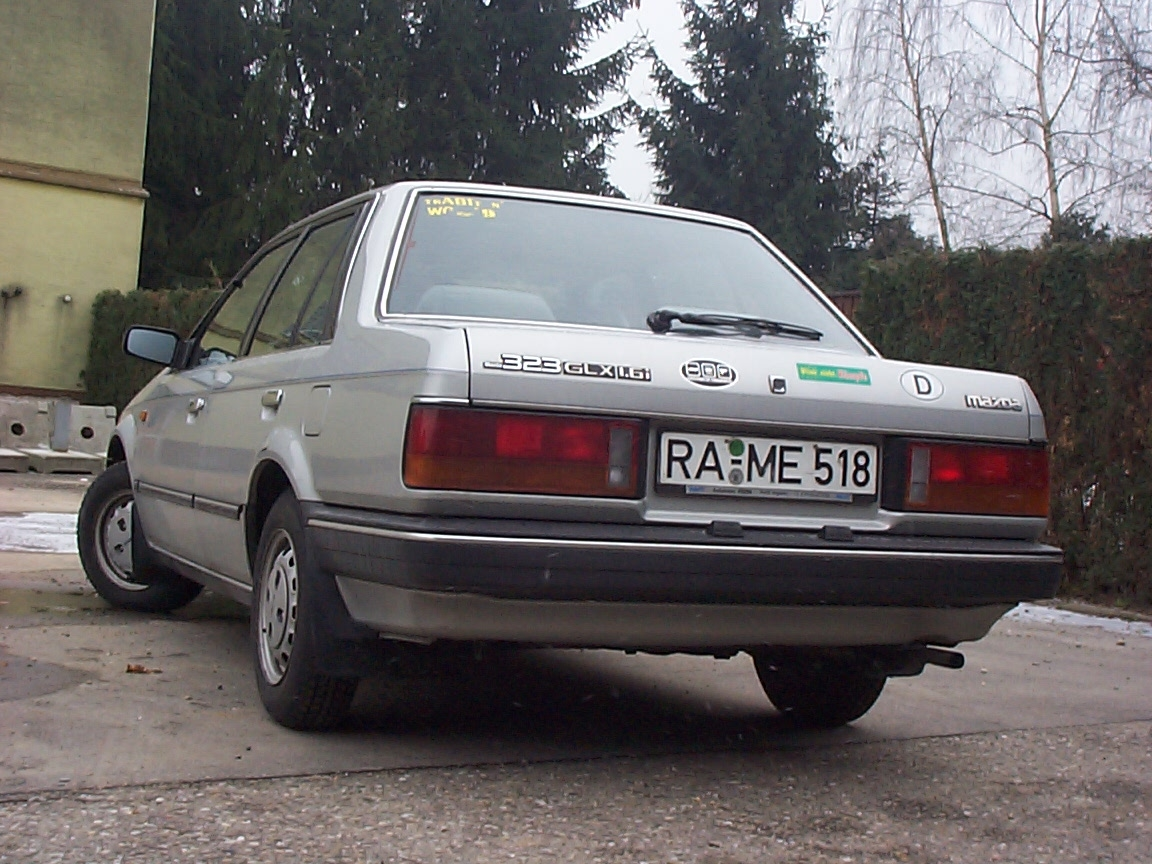
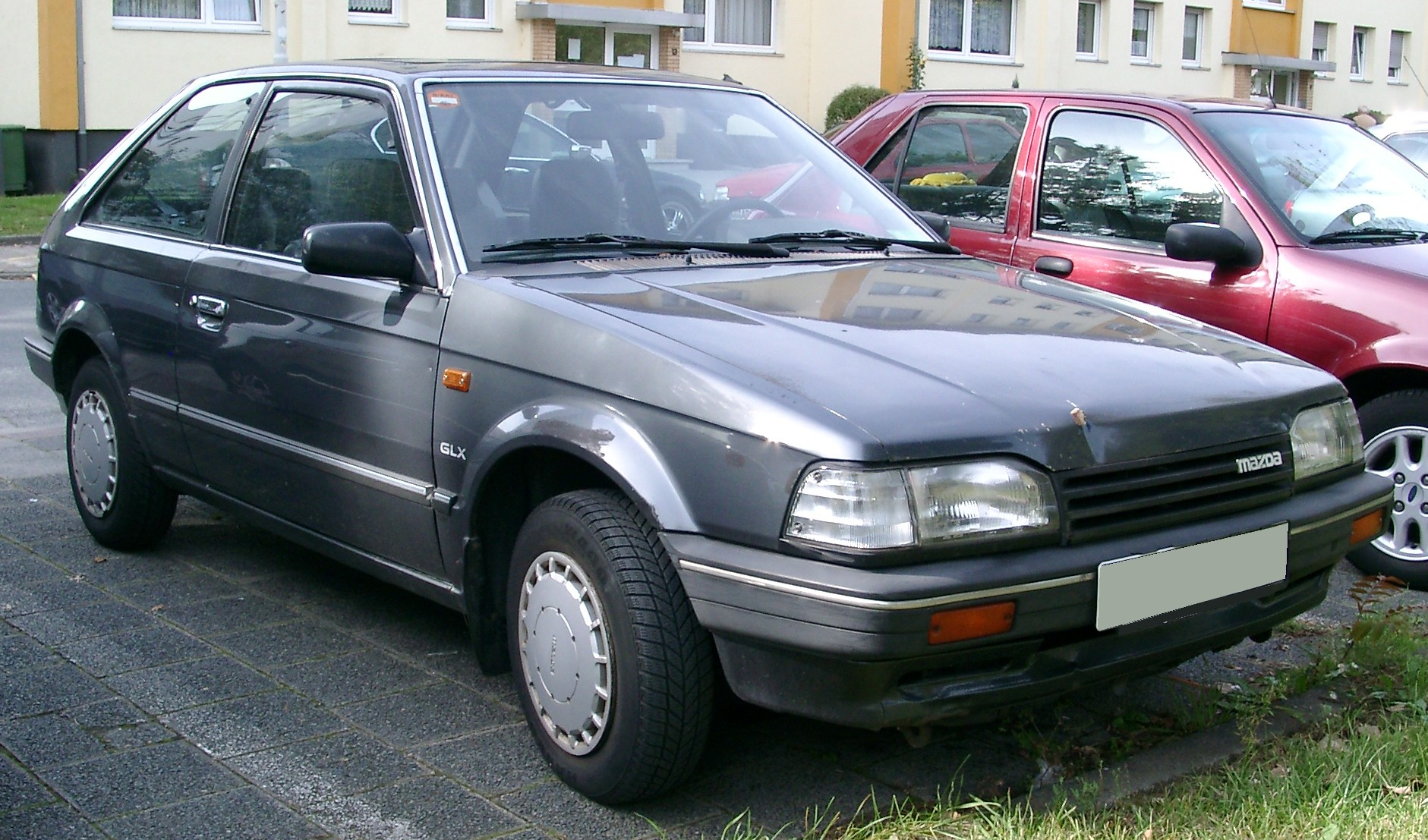
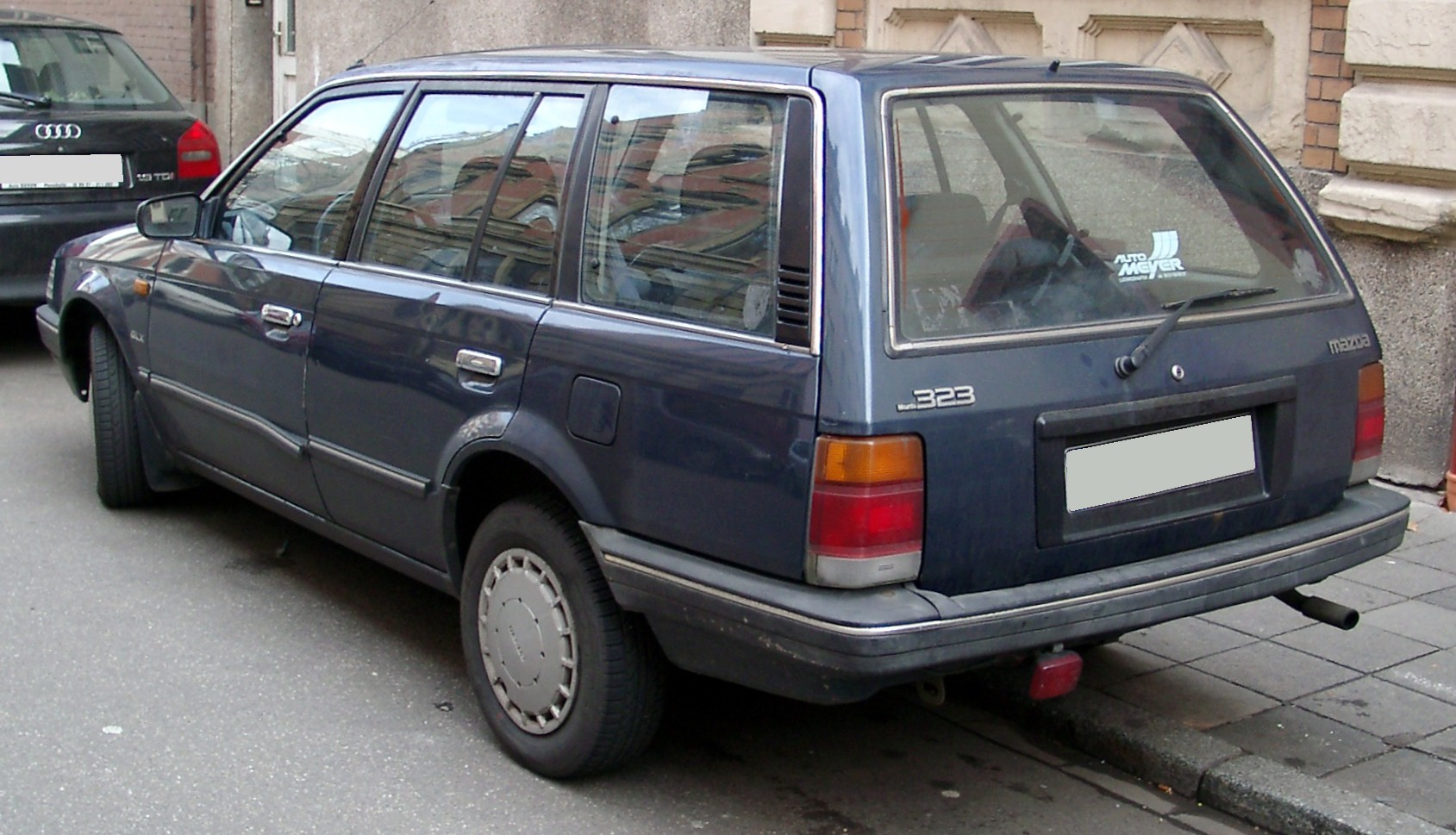
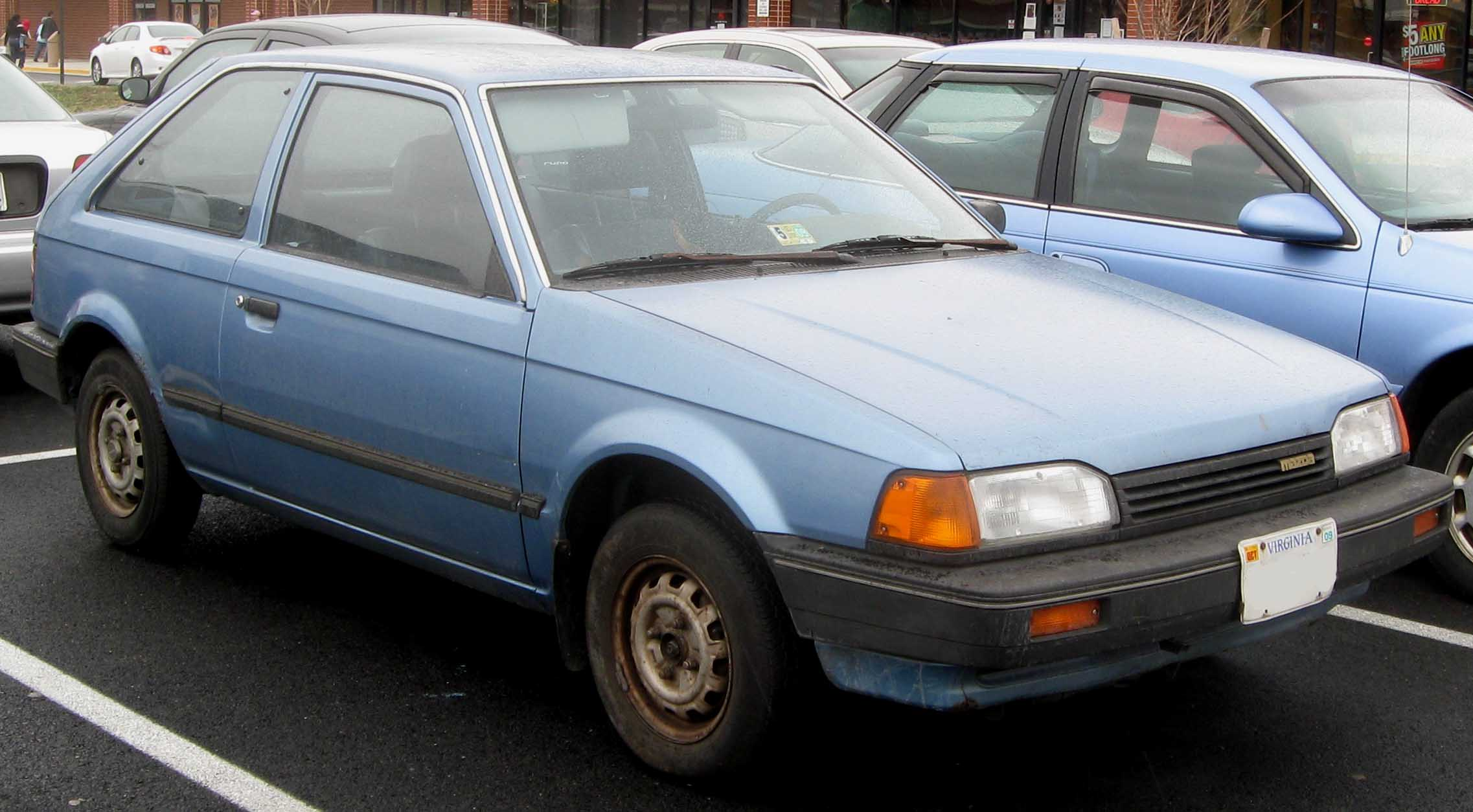